# 日本ウーマンズヘルス学会
日本ウーマンズヘルス学会（にほんウーマンズヘルスがっかい、英文名 Japan Society of Women's Health）は、女性の健康の向上を図り、女性の健康支援の発展に貢献することを目的として2002年に設立された学術団体。初代理事長は久米美代子（東京女子医科大学大学院教授、助産師、情報学博士）。

## 活動
- 学会・研究会の開催、学会誌等の発行、研究活動の推進など[1]

## 機関誌
- 『日本ウーマンズヘルス学会誌』 年2回

## 出版物
- 久米美代子　刀根洋子[3]　村山より子[4]　小川久貴子[5]　鈴木祐子[6] 『今からわかる更年期―前向きに楽しく乗り切る幸年期　こころとからだの対処法　新風舎 （2005）』[7]　ISBN：9784797454376

## 関連企業
- 株式会社しんす